# Chris Baillieu
Chris Baillieu, né le 12 décembre 1949 à Marylebone, est un rameur d'aviron britannique.

## Carrière
Chris Baillieu participe aux Jeux olympiques de 1976 à Montréal et remporte la médaille d'argent avec le deux de couple  britannique avec son coéquipier Michael Hart.